# Aleksiej Podolski
Aleksiej Podolski (ros. Алексей Ильич Подольский; ur. 15 lutego?/28 lutego 1908 w stanicy Ałmaznaja w guberni jekaterynosławskiej, zm. 1 sierpnia 1992) – radziecki wojskowy, generał pułkownik lotnictwa, pilot.

## Życiorys
Od 1927 w Armii Czerwonej, ukończył Wojskową Borysoglebsko-Leningradzką Szkołę Kawalerii. 1930-1934 dowódca szwadronu w 37 pułku kawalerii 7 Dywizji Kawalerii, w 1934 instruktor polityczny szkoły pułkowej. W latach 1934–1936 na kursie dowódców kluczy lotniczych w Wojskowej Szkole Lotniczej w Borisoglebsku, po ukończeniu dowódca klucza w 12 Samodzielnej Eskadrze Rozpoznawczej, od grudnia 1937 komisarz polityczny tej eskadry. Brał udział w bitwie nad jeziorem Chasan w 1938. W kwietniu 1940 został komisarzem 42 Brygady Szybkich Bombowców Dalekiego Zasięgu, a w grudniu 1940 dowódcą 12 Pułku Bombowców Dalekiego Zasięgu. Od lutego 1941 zastępca dowódcy 1 Rezerwowej Brygady Lotniczej, od czerwca 1941 dowódca 1 Brygady Lotnictwa Szturmowego. W 1944 walczył na 3 Froncie Ukraińskim. Generał major od 20 kwietnia 1945, dowódca 2 Gwardyjskiej Dywizji Lotnictwa Szturmowego od lutego 1946, od 1948 komendant Wyższej Oficerskiej Szkoły Lotniczej. Od kwietnia do lipca 1950 zastępca dowódcy polskich Wojsk Lotniczych do spraw liniowych.

## Odznaczenia
- Order Czerwonego Sztandaru (trzykrotnie)
- Order Czerwonej Gwiazdy (dwukrotnie)
- Order Wojny Ojczyźnianej II stopnia

I inne.